# Communauté de communes du Pays de Saint-Yrieix
La communauté de communes du Pays de Saint-Yrieix est une communauté de communes française, située dans le département de la Haute-Vienne, en région Nouvelle-Aquitaine.
Elle intègre les deux communes de Saint-Éloy-les-Tuileries et Ségur-le-Château, situées dans le département voisin de la Corrèze.

## Histoire
La communauté de communes du Pays de Saint-Yrieix est créée le 31 décembre 1996.

## Territoire communautaire

### Géographie
Située au sud  du département de la Haute-Vienne, la communauté de communes du Pays de Saint-Yrieix regroupe 9 communes et présente une superficie de 338,1 km2.

### Composition
Elle regroupe neuf communes : 
| Nom                            | Code Insee | Gentilé     | Superficie (km2) | Population (dernière pop. légale) | Densité (hab./km2) |
| ------------------------------ | ---------- | ----------- | ---------------- | --------------------------------- | ------------------ |
| Saint-Yrieix-la-Perche (siège) | 87187      | Arédiens    | 100,98           | 6 873 (2022)                      | 68                 |
| Coussac-Bonneval               | 87049      | Coussacois  | 66,73            | 1 272 (2022)                      | 19                 |
| Glandon                        | 87071      | Glandonais  | 27,47            | 806 (2022)                        | 29                 |
| Ladignac-le-Long               | 87082      | Ladignacois | 47,21            | 1 159 (2022)                      | 25                 |
| La Meyze                       | 87096      | Meyzais     | 28,11            | 842 (2022)                        | 30                 |
| La Roche-l'Abeille             | 87127      | Rouchauds   | 36,56            | 594 (2022)                        | 16                 |
| Le Chalard                     | 87031      | Peyrouliers | 12,42            | 302 (2022)                        | 24                 |

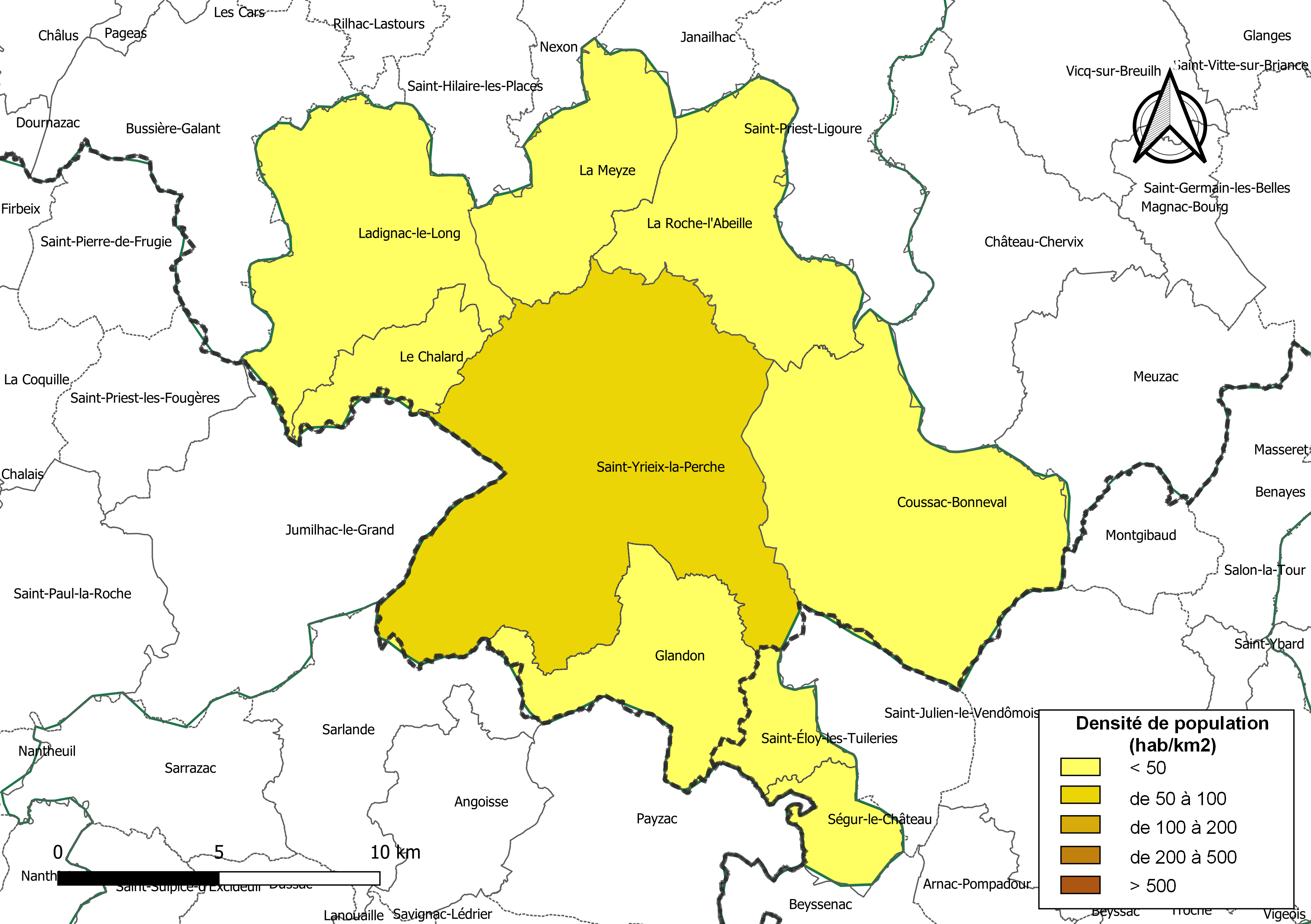
Carte des densités de population (millésimée 2016) des communes de la communauté de communes du Pays de Saint-Yrieix. Composition en communes au 1er janvier 2019.

| Saint-Éloy-les-Tuileries       | 19198      |             | 9,13             | 111 (2022)                        | 12                 |
| Ségur-le-Château               | 19254      | Ségurois    | 9,48             | 202 (2022)                        | 21                 |

### Démographie
| 1968   | 1975   | 1982   | 1990   | 1999   | 2010   | 2015   | 2016   |
| ------ | ------ | ------ | ------ | ------ | ------ | ------ | ------ |
| 13 817 | 13 339 | 13 026 | 12 961 | 12 497 | 12 296 | 12 125 | 12 087 |

## Transports
- Saint-Yrieix est à 38,8 km l'aéroport de Limoges Bellegarde.
- Saint-Yrieix est à 46,5 km l'aéroport de Périgueux-Bassillac.
- Saint-Yrieix est à 57,1 km l'aéroport de Brive – Vallée de la Dordogne.

Trois allers-retours quotidiens entre Paris-Orly et l'aéroport international de Limoges.

## Organisation

### Liste des présidents
| Période        | Période        | Identité         | Étiquette | Qualité                                                  |
| -------------- | -------------- | ---------------- | --------- | -------------------------------------------------------- |
| 1997           | septembre 2023 | Daniel Boisserie | PS        | Architecte Maire de Saint-Yrieix-la-Perche (1995 → 2025) |
| septembre 2023 | En cours       | Daniel Dary      |           |                                                          |